# 波多野敬雄
波多野 敬雄（はたの よしお、1932年（昭和7年）1月3日 - ）は、日本の外交官。第25代学習院長。元国連大使。

## 来歴・人物
学習院幼稚園から戦後の学制改革を経て新制学習院高等科まで一貫して学習院で過ごした。伏見宮博明王の学友。東大法学部3回生在学中に外交官試験に合格し、1953年外務省入省。1990年代の在国際連合日本政府代表部大使在任中、日本が国連安保理常任理事国入りを目指す外交方針のなかで現場にいた事務方の代表者。
第25代学習院長。学習院長田島義博の急逝に伴い選出された。任期は田島義博の残任期間となる2006年（平成18年）6月1日から2008年（平成20年）9月30日までであったが、2008年8月6日に再選され、2014年（平成26年）9月30日退任。波多野敬直子爵の孫。妻は島津忠承・泰子の長女・純子。義娘に荒木美也子。

## 略歴
- 1932年（昭和7年） - 父・波多野敬三、母・辰の四男として生まれる
- 1950年（昭和25年） - 新制学習院高等科卒業
- 1953年（昭和28年） - 東京大学法学部中退、外務省入省
- 1956年（昭和31年） - プリンストン大学卒業
- 1967年（昭和42年） - 佐藤栄作首相秘書官
- 1975年（昭和50年） - 大臣官房人事課長
- 1977年（昭和52年） - 大臣官房総務課長
- 1981年（昭和56年） - 在アメリカ合衆国特命全権公使
- 1982年（昭和57年） - 中近東アフリカ局長
- 1984年（昭和59年） - 大臣官房外務報道官兼昭和天皇御進講役
- 1987年（昭和62年） - 在ジュネーヴ国際機関日本政府代表部 特命全権大使
- 1990年（平成02年） - 在国際連合日本政府代表部 特命全権大使
- 1994年（平成06年） - 財団法人フォーリン・プレスセンター理事長
- 2003年（平成15年） - 学習院女子大学 学長
- 2006年（平成18年） - 学校法人学習院 院長
- 2014年（平成26年） - 学校法人学習院院長退任
- 2015年（平成27年） - 春の叙勲で瑞宝重光章受章[3]。

## 同期
- 井口武夫（東海大学教授、駐ニュージーランド大使）
- 橋本恕（駐中国大使、アジア局長）
- 北村汎（外務審議官、経済局長）
- 羽澄光彦（中南米局長）
- 加藤吉弥（駐ベルギー大使、欧亜局長）
- 茂木良三（駐ハンガリー大使）など。

## 著書
- この1冊で世界の国がわかる（1998年、三笠書房〈知的生きかた文庫〉）
  - 2002年 改訂版
- 日本人は「国連」を知らない-国連報告（猪口邦子ほかと共著、1995年、本の出版社〈VOICE BOOKS〉）
- 国際化を考える（2007年、時事通信社）